# Ophionella arcuata
Ophionella arcuata är en oleanderväxtart som först beskrevs av Nicholas Edward Brown, och fick sitt nu gällande namn av P.V. Bruyns. Ophionella arcuata ingår i släktet Ophionella och familjen oleanderväxter. Inga underarter finns listade i Catalogue of Life.